# Rio Morango
O Rio Morango é um curso de água do arquipélago de São Tomé e Príncipe, localizado no distrito de Lembá, ilha de São Tomé. Este curso de água é afluente do Rio Xufexufe.